# Zefirozaur
Zefirozaur (Zephyrosaurus schaffi) – roślinożerny dinozaur z rodziny hipsylofodonów (Hypsilophodontidae); jego nazwa znaczy "jaszczur Zefira".
Żył w okresie wczesnej kredy (ok. 121-112 mln lat temu) na terenach Ameryki Północnej. Długość ciała ok. 1,8 m, wysokość ok. 70 cm, masa ok. 25 kg. Jego szczątki znaleziono w USA (w stanie Montana).
Zwinny, szybki biegacz (dwunożny). Posiadał piłkowate zęby, które służyły mu do rozdrabniania pokarmu. Znany z czaszki i kilku kręgów.